# Carnegie Steel Company

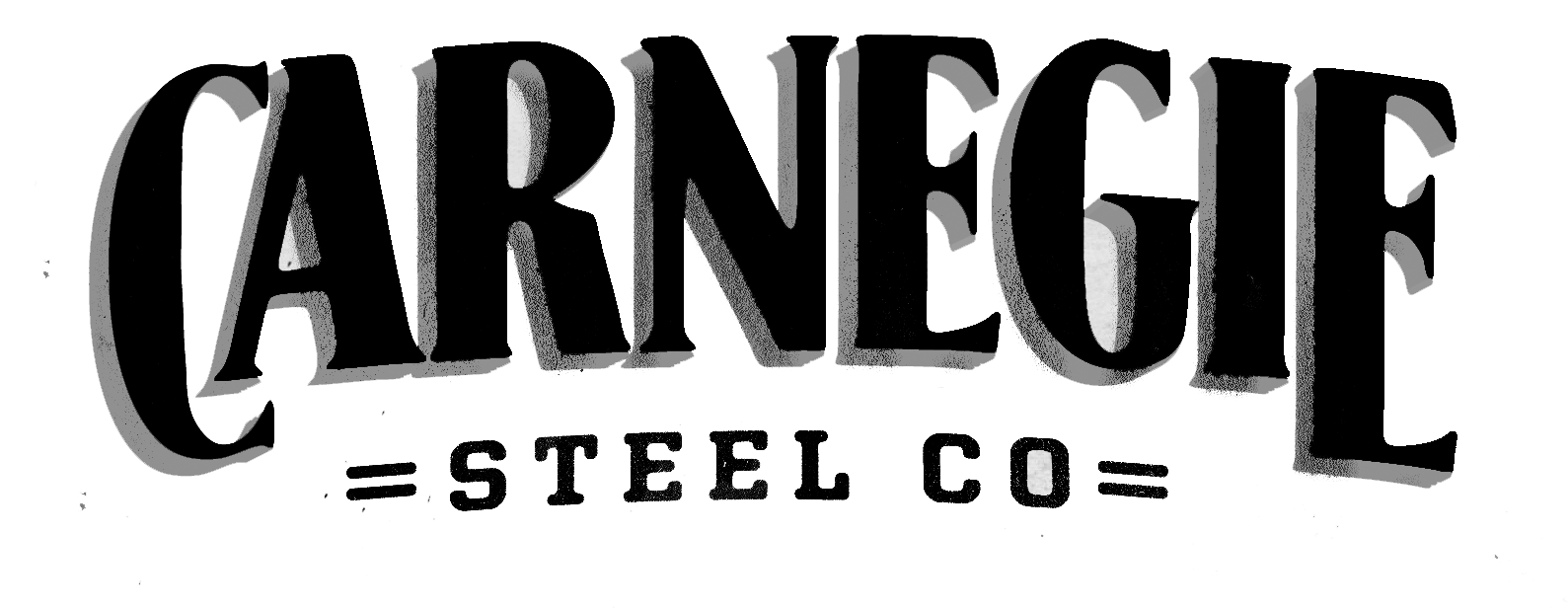
Logo de Carnegie Steel Company

A Carnegie Steel Company foi uma empresa produtora de aço criada principalmente por Andrew Carnegie e vários associados próximos para gerenciar negócios em siderúrgicas na área de Pittsburgh, Pensilvânia, no final do século XIX. A empresa foi formada em 1892 e posteriormente foi vendida em 1901 em uma das maiores transações comerciais do início do século 20, para se tornar o principal componente da US Steel. A venda fez de Carnegie um dos homens mais ricos da história.